# Patrick Lo Giudice

Patrick Lo Giudice (født 20. august 1959 i Zürich, Schweiz) er en schweiziske kunstmaler med bevæggrund „Mafia“.
Lo Giucides kunstformer: Male, collage, fotografi og encaustic.
Han er berømt forbi sin cykel „Der Lo Giudice Code“, billeder til mafia-morde.

## Liv
Han var tre åre i Graniti, Sicilia (Taormina) om hans barn tid. 
Han besøged en træ købmand med hans fader og spilled på gade forbi han ville underhold sig imitlertid hans faders diskussion. Forbi han ville se speedometers derhen, han findte en døde mand i en automobil – dræbed på mafia.
Hans familie aldrig behandled i mord – forbi de mafia. Lo Giudice var alene med hans erfaring.
De mafia ville penge på mange firma – men Lo Giudices fader have aldrig betald den for hans firma.
De familie Lo Giudice find en bombe imod hans firma – de families held: de bombe var en forsager.
Efter undkomme, LoGiudice bor i Schweiz.

## Undstillingen
- Kunsthaus Glarus, „Künstler aus dem Linthgebiet“, 2002/2003
- Museum Amden (Kanton Sankt Gallen)
- Galerie Marie-Louise Wirth, Hochfelden,
- Galerie Andy Jllien, Zürich, "Encaustik paintings", 2004
- „Kunst liest“ i Herrliberg-Feldmeilen, 2005
- Galerie Andy Jllien, „Mafia“ (Cosa nostra), 2006
- art felchlin – zeitgenössische Kunst

## Ekstern henvisning
- www.patrickart.ch Arkiveret 30. september 2020 hos  Wayback Machine